# Jay Russell (écrivain)
Pour les articles homonymes, voir Russell.
Pour le réalisateur américain du même nom, voir Jay Russell.
Jay Russell, né en 1961 à New-York, est un écrivain américain. Féru des œuvres de Tolkien, Vonnegut, ou encore Stephen King, il est également influencé par le cinéma. Son genre de prédilection est le fantastique tirant sur l'horreur. Auteur de nombreuses nouvelles, on lui doit le personnage de Marty Burns, récurrent dans ses quatre romans publiés à ce jour. Son style est marqué par une désinvolture à l'humour caustique, contrastant avec des thèmes souvent sordides.

## Œuvres
- Les Chiens célestes
- Blood
- La Fin de toutes choses (1997, traduction française en 2001 aux éditions J'ai lu)
- Brown Harvest (2003, non publié en France)